# استان نیورو
استان نیورو (به ایتالیایی: Province di Nuoro) استانی در غربی کشور ایتالیا است. نیورو در منطقهٔ ساردنی قرار دارد و مرکز آن شهر نیورو است. مساحت این استان ۳٬۹۳۴ کیلومترمربع و جمعیت آن طبق سرشماری سال ۲۰۱۱ میلادی، تقریباً ۱۵۸٬۴۵۶ نفر بوده‌است.